# Chaintrix-Bierges
Chaintrix-Bierges is een gemeente in het Franse departement Marne (regio Grand Est) en telt 227 inwoners (1999). De plaats maakt deel uit van het arrondissement Epernay.

## Geografie
De oppervlakte van Chaintrix-Bierges bedraagt 10,1 km², de bevolkingsdichtheid is 22,5 inwoners per km².
De onderstaande kaart toont de ligging van Chaintrix-Bierges met de belangrijkste infrastructuur en aangrenzende gemeenten.

## Demografie
Onderstaande figuur toont het verloop van het inwonertal (bron: INSEE-tellingen).